# 強行軍型電力機車
強行軍型電力機車（韓語：강행군，“强行军”）是朝鮮民主主義人民共和國鐵道省（朝鮮鐵道省）的干线貨運用電力機車（尤其是重要的平壤线）。 本型車是由金鍾泰电力机车聯合企業將苏联制造的K62型柴油机车改造為使用3,000 V直流电的電力機車而成。
阿塞拜疆铁路公司也进行了类似改造，将许多M62型柴油机车转换为电力機車。

## 簡介
1990年代，朝鲜遭受了严重的经济危机，1995年和1996年的严重洪灾以及1997年的干旱使得狀況更加惡化， 这个时期被朝鮮称为“苦難的行軍”或“强行軍 ”；经济危机也使柴油取得更加困難。朝鮮當局努力增加電力供應，朝鮮鐵道省决定将许多柴油机车转换为电力機車，本型機車因此產生與得名 
1998年金鍾泰電力機車聯合企業将库存中老舊的M62型柴油机車改造为电力機車。 改造工程包括拆除柴油引擎，燃油箱和其他不需要的设备，以及安装必要的变压器和相关设备，安裝集電弓以由架空线取得電力提供牽引馬達使用。完成品比柴油版本轻得多，听起来像是超大的有轨电车。 与原始柴油機車一样，这些電力機車功率為1,470千瓦特（1,970匹馬力） ，能負擔跟原始版本柴油機車一樣的工作。
到目前为止，至少已经改造了21台強行军型電力机车，编号为강행군1.5-01至-211.5-21（1.5表示5月1日，国际勞動节）。 其中已知-1.5-13號車是由原車號632號車改造的。
除了编号在1.5-xx范围内的機車外，該型有兩輛車與眾不同：309（涂成深绿色和白色）和399（涂成深蓝色和白色）。  与从最初的苏联制造的M62改造的機車不同，這兩部車車體顯然有朝鮮仿造的M62型車（金星型，Kŭmsong型）的特征。